# 佃学
佃 学（つくだ まなぶ、1938年（昭和13年） - 1994年（平成6年）9月16日)は、日本の詩人。

## 来歴・人物
香川県高松市に生まれる。1958年、京都大学文学部入学。一回生のクラスはフランス語を第一外国語とする。一回生だけの同人誌「青炎」に参加、詩と短歌を発表。「はじめて佃学に出会った京大宇治分校のサークル室で、彼は既に一級の詩人であり、右手にランボオ、左手に旧制高校寮歌集を携えて、ウブな私の心臓を、もう一人の詩人・宮本武史とともに脅かしたものである」。1964年、60年代に入って休学し、高松に帰郷していたが、この年復学（美術科美術史専攻）。翌65年3月中退。
1966年、早稲田大学第二文学部三年に編入、翌67年10月に中退。高松の「詩研究」に参加。1967年から69年にかけて高松で父親の経営する自動車学校の仕事を手伝うが、のち上京。
1970年4月、結婚。同月、「にゅくす」13号に散文「子午線」。1971年2月、「詩研究」66号に「内乱もしくはnulle part」、3月、「馬」2号に「屋根裏の構図」、4月、「詩学」3・4月合併号に「燃えつきた網膜の底から」、5月、「MATIN」2号に「揺れる水平線をめぐって」、散文「他人の環境」、6月、「詩研究」67号に「tabula rasa」、同月25日第一詩集『不眠の草稿』（母岩社）刊行。江森國友の跋。（60年代の京大時代及びその後の作品で編んだ二冊の自家詩集、65年刊の『精神劇』、69年刊の『時間の空』全23篇のうち14篇を改稿して収録）。9月、「MATIN」3号に「夏の旅」、11月、同誌4号に「秋の旅」、「ピエロタ」13号に「時の懸崖の悲しみの叛乱」、「馬」4号に「仏滅の構図」。1972年3月、「MATIN」5号に「N 'importe ou……」、散文「現在時制」、「ピエロタ」、14号に「重鬱な構図」、9月、「異神」11号に「不安な逃亡」、10月、「詩研究」 71号に「首なし男の悲歌」、「MIDI」創刊号に「朝から昼へ」「劇中劇」「晩夏へ」。
1973年2月、「ピエロタ」18号に「存亡」、4月、第二詩集『劇中劇』（母岩社）刊行。9月、「詩研究」74号から翌74年7月の77号まで断片風エッセイ「二言、三言」「雑感として」「屋根裏のかなたへ」「魂の羽化」、11月9日、新宿オリンピックで『劇中劇』出版祝賀会。12月、「詩と思想」12月号にエッセイ「屋根裏の片隅から」。1974年12月、「唄」5号に評論「森川義信・覚書」。
1975年3月、第三詩集『共同墓地』（紫陽社）刊行。7月、「apocr」を千々和久幸と創刊、「六月の午後から」、9月、「詩学」8・9月合併号より翌年8月号まで「詩誌月評」担当。11月、「apocr」2号に「反復（1）」エッセイ「もっと反吐を！」。
1976年2月、「apocr」3号に評論「吉岡実・覚書」、5月、同誌4号に「衣更着信・覚書」「反復（断片）」、11月、同誌5号に「反復（8）」エッセイ「痴愚神問答」。1977年4月、「apocr」6号に評論「無垢への遡行、あるいはわがオブセッション」。「PEAPLE」5号に散文「ある傍証の試み」、10月、「apocr」7号に「机の下で」「糞尿譚」。
1978年3月、「Who's」20号に評論「暮鳥断想」、第四詩集『海景』（母岩社）』刊行ヨシダ・ヨシエ跋。8月、千々和久幸、緑川登ら「邯鄲」創刊、同誌に「earthquake」、エッセイ「自我の隘路・覚書」、11月、「詩研究」90号に「晩夏まで」、「Who's」22号に散文「妄誕、あるいは曖昧なる自明（ａ）」。1979年3月、「Who's」23号に「妄誕、あるいは曖昧なる自明（ｂ）」、4月、「邯鄲」2号に「森のむこうで」、エッセイ「疾患問答」、10月、「邯鄲」3号に「作品Σにいたるメモ」「幻日」、エッセイ「葛藤考──現状突破のためのメモ」。1980年6月、『作品集＊白図』（邯鄲舎）刊行。7月、「無限ポエトリー」8号に「陰気なメモ」、「邯鄲」4号に「貘にのみこまれた夢のなかで」「新潟まで（一九八〇）」、10月、「詩研究」97号に「紙くずかごから」、「舟」21号に「出し忘れた夏の手紙」。1981年1月、「邯鄲」5号に「（何という日々！）」エッセイ「斎場の孤独」、4月、「舟」23号に「便箋うらのメモ」、「使者」9号に「呪禁の地で」、7月、「舟」24号に「六月のけものへん」、8月、「邯鄲」6号に「炎天拾遺」。
1982年3月、詩論集『詩と献身』（レアリテの会）刊行。（「江森國友・試論」は初出「舟」27号に「（日も月も）」、8月、「邯鄲」7号に「（一頭のケンタウロスが……）」「昆虫標本の裏側で」、エッセイ「偏愛的世界の入口で──安宅啓子詩集『薔薇通り』を読む」。1984年9月、「邯鄲」8号に「閑古鳥」「冬来たりなば」「〝ＭＵ〟」、断片エッセイ「黒い夢」。以上は佃真夫の筆名で発表、12月、「邯鄲」9号に「挿し絵2点」、エッセイ「空白頌」、この号は佃牧夫の筆名で。
1985年3月、「邯鄲」10号に「虎穴にて」、エッセイ「小心録」佃牧夫の筆名で発表、8月、「砦」59号に「夏だより」、11月、「詩学」11月号に「花の里から」。
1986年4月、「砦」60号に「奈落小景」、エッセイ「寸感（山本哲也『静かな家』）」、8月、「砦」61号に「泰山木の花のなかにも」、エッセイ「小母的夢の狭間で」、12月、第五詩集『炎天』（沖積舎）刊行。1987年2月、「砦」62号に「（シジューカラがまた私をさがしている）」、エッセイ「闇との対峙」、四月、「砦」63号に「（シジューカラがまだ……）」。同誌は「佃学詩集『炎天』をめぐって」小特集を組み、佃はエッセイ「嫌悪と韜晦」を、同人塚本龍男、みづきみづ、藤維夫、千々和久幸、山本哲也が佃の作品論を発表。9月、「砦」64号に「夏至のほとり」。1988年3月、「砦」65号に「冬のカルテ」山本哲也との往復通信。9月、「砦」66号に「（思いつくままに）」。1989年2月、「砦」67号に「枝分れした枝のはずれで」、エッセイ「かにかくに──わが夏象冬記」、7月、「砦」68号に「曇天」、11月、「砦」69号に「夏の公案」、エッセイ「不治の言葉」。
1991年12月、第六詩集『（花粉症のような）』（邯鄲舎工房）自家製私家本刊行。1992年3月、「邯鄲」11号（復刊号）に「〈地獄坂〉メモ」「五月雨病前線」、6月、第七詩集『艾』（邯鄲舎工房）刊行。「邯鄲」12号に「夜が明けるまで」、エッセイ「紫苑よ」、9月、「邯鄲」13号に「輪禍のように」、12月、「邯鄲」14号に「十一月」「夢の奥」。
1993年3月、「邯鄲」15号に「（最初の旅は……）」「（猫の目のなかで）」「雲のきれはし」「行くのか帰るのか」、11月、腰痛ひどく11日荻窪病院に検査入院、同12日手術、Ｓ字結腸ガンと判明。12月24日退院、三ヵ月、もって半年という医師の診断、リンパ節、肝臓にも転移。1994年2月、「邯鄲」17号に「サンクチュアリ破産」「キツツキは……」。7月、「邯鄲」18号に「無人駅まで」「どしゃぶりまであと一秒」、9月16日、西荻中央病院に入院。23日5時没。享年55歳。同日、第八詩集『ネワァーン・ネウェイン洗脳塔』（砂子屋書房）刊行。11月、「枝」4号に「ミズスマシ」、「詩学」11月号に「古い男、古い季節」。12月、「現代詩手帖」12月号年間アンソロジーに「〈地獄坂〉メモ」。

## 作品
- 第一詩集『不眠の草稿』1971（母岩社）
- 第二詩集『劇中劇』1973（母岩社）
- 第三詩集『共同墓地』1975（紫陽社）
- 第四詩集『海景』1978（母岩社）
- 『作品集＊白図』1980（邯鄲舎）
- 詩論集『詩と献身』1982（レアリテの会）
- 第五詩集『炎天』1986（沖積舎）
- 第六詩集『（花粉症のような）』1991（邯鄲舎工房）
- 第七詩集『艾』1992（邯鄲舎工房）
- 第八詩集『ネワァーン・ネウェイン洗脳塔』1994（砂子屋書房）

## 全集・選集
- 佃学全作品 (全3巻)  2018 (田畑書店)